# نظام‌آباد (اقلید)
نظام‌آباد (اقلید)، روستایی از توابع بخش مرکزی شهرستان اقلید در استان فارس ایران است.

## جمعیت
این روستا در بخش مرکزی قرار دارد و براساس سرشماری مرکز آمار ایران در سال۱۳۹۵، جمعیت آن ۲۵۰۰نفر (۴۵۰خانوار) بوده‌است.